# 鼻笛

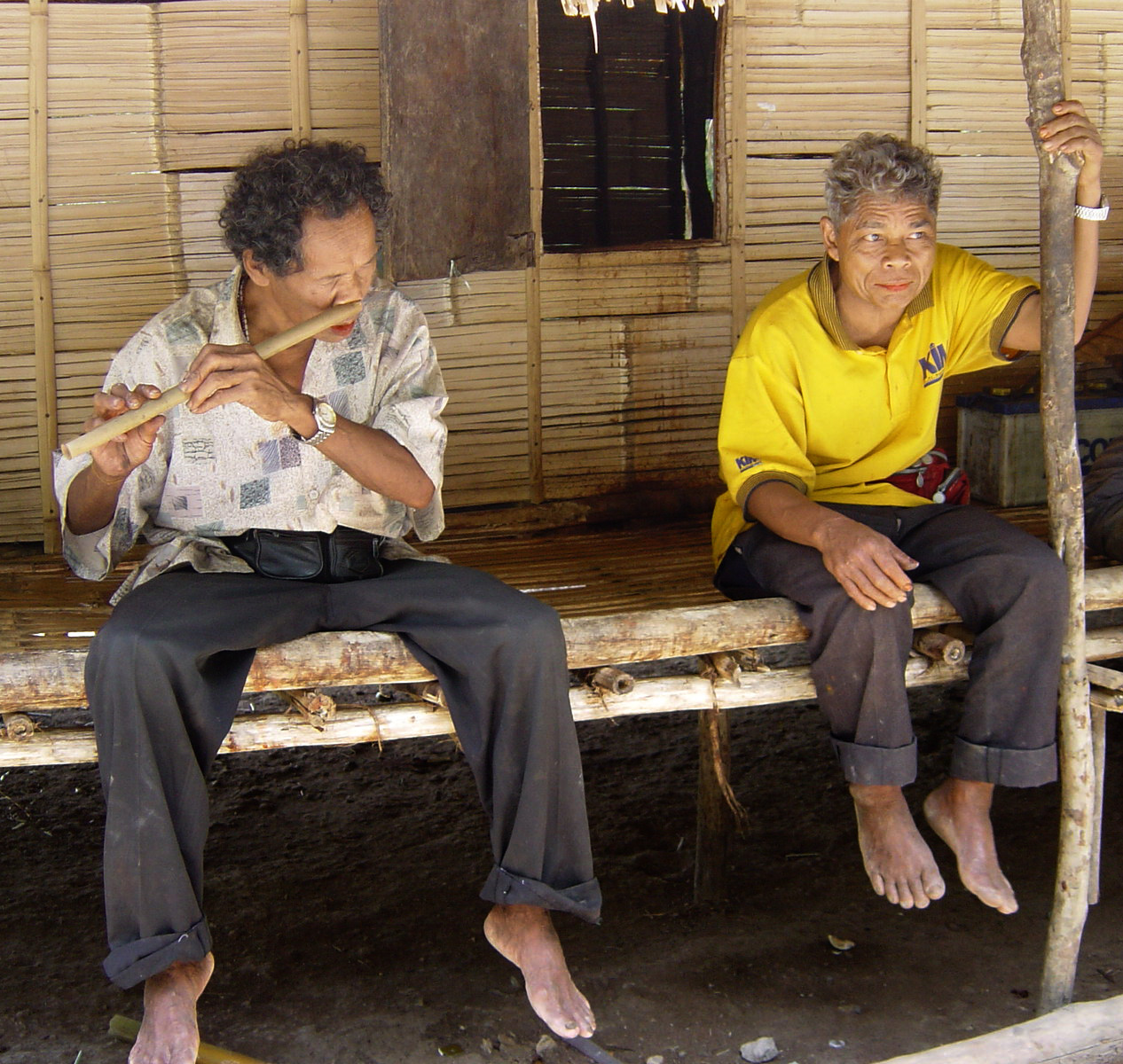
鼻笛を吹くマレーシアのオラン・アスリ族

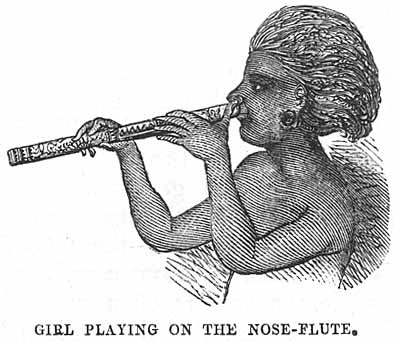
鼻笛を吹くフィジーの少女

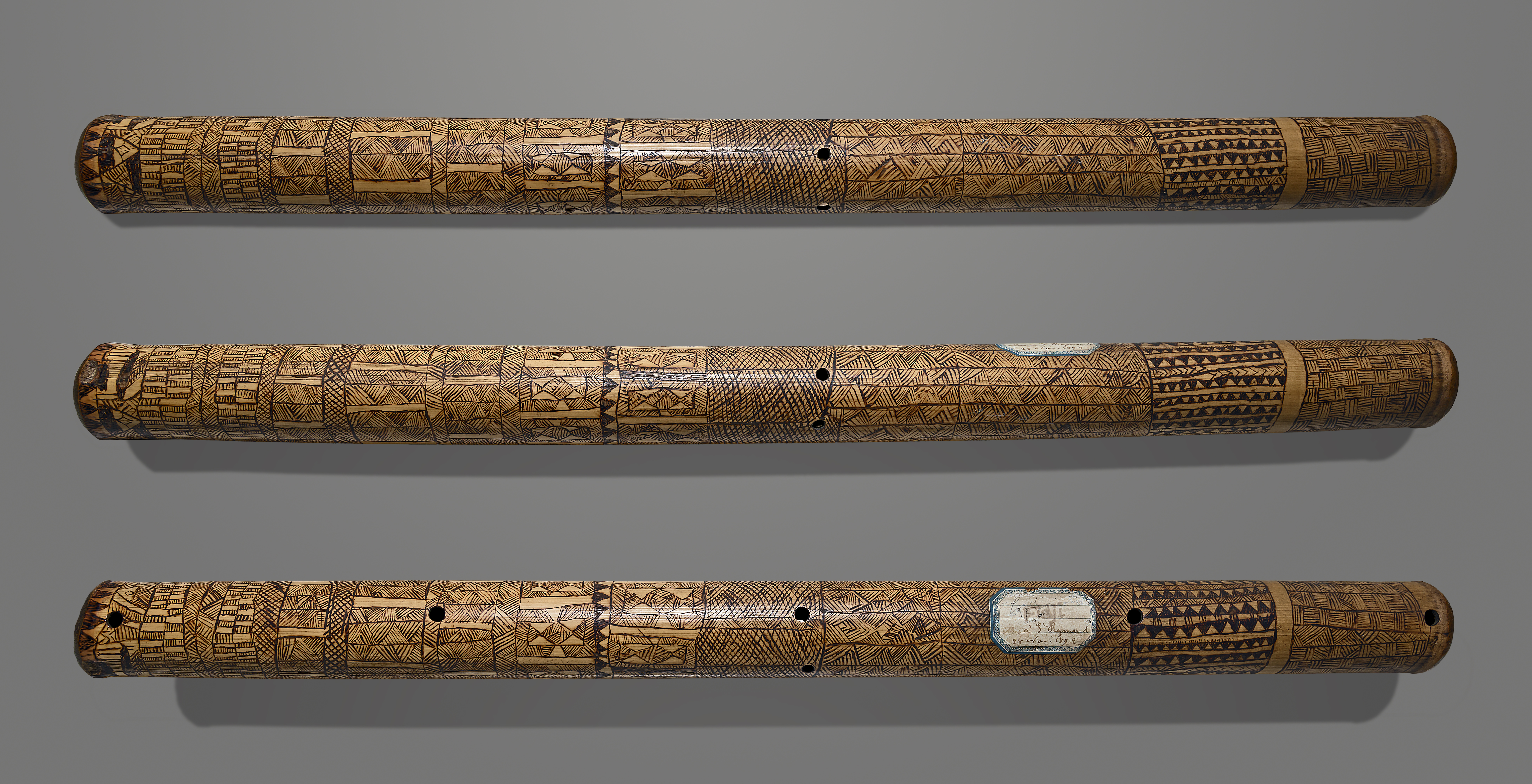
鼻笛

鼻笛（Nose FluteまたはNose Whistleまたはノリス・アピート）とは、鼻息で鳴らす笛のこと。
現在作られている鼻笛の多くはブラジル（アマゾン）のインディオが使用していた鳥笛をルーツとする説がある。
素材は、木製、プラスチック製、ブリキ製、陶器などがある。鼻と口に押し付けて、口を開いたまま鼻息を出すと簡単に鳴らすことができ、慣れて来ると自由にメロディーも奏でられるようになる。素材によって出せる音域や音色は異なる。
台湾、フィリピン、ハワイ諸島などでは、儀式で使用される横笛、縦笛タイプの竹製鼻笛も存在する。